# Micromerys yidin
Micromerys yidin är en spindelart som beskrevs av Huber 200. Micromerys yidin ingår i släktet Micromerys och familjen dallerspindlar.
Artens utbredningsområde är Queensland. Inga underarter finns listade i Catalogue of Life.